# Phaeogyroporus
Phaeogyroporus is een geslacht van schimmels behorend tot de familie Boletinellaceae.

## Soorten
Het geslacht bevat volgens Index Fungorum slechts een soort (peildatum oktober 2020):
- Phaeogyroporus hibiscus (Corner) E. Horak 2011

Aanvankelijk was het geslacht groter, maar de overige soorten zijn heringedeeld naar andere families.